# Distretto di Sonitpur
Il distretto di Sonitpur è un distretto dello stato dell'Assam in India. Il suo capoluogo è Tezpur.